# Anders Rambekk
Anders Rambekk (* 17. August 1976 in Kristiansand) ist ein ehemaliger norwegischer Fußballspieler. 
Der 1,90 m große Verteidiger spielte in der Jugend bei Pors Grenland und Urædd FK. 1999 wechselte er in die Tippeligaen, die höchste norwegische Liga, zu Odd Grenland und gab im selben Jahr sein Debüt in der Liga. Durch einen 4. Platz in der Saison 2003 sicherte er sich mit Odd Grenland einen Startplatz für den UEFA-Pokal  2004/05. In der 2. Qualifikationsrunde erzielte er im Hinspiel gegen Ekranas Panevėžys ein Tor. Insgesamt bestritt Rambekk 139 Ligaspiele für Grenland und erzielte dabei vier Tore.
Zur Saison 2005 wechselte er ablösefrei von Odd Grenland innerhalb der Tippeligaen zu Lillestrøm SK und spielte hier drei Saisons. Er lief insgesamt 74-mal für Lillestrøm auf und erzielte dabei ein Tor.
Ab der Saison 2008 spielt Rambekk erneut für Odd Grenland. Dort beendete er Ende 2010 seine Karriere.
Anders Rambekk gehört der Norwegischen Fußballnationalmannschaft an und bestritt bisher sieben Partien. (Stand: 18. November 2007) Sein Debüt im Nationaldress gab er am 1. Juni 2006 im Heimspiel gegen Südkorea. In der Qualifikation zur Europameisterschaft 2008 bestritt er die ersten drei Spiele des norwegischen Teams (in Ungarn, zu Hause gegen Moldawien und in Griechenland).